# El señor del tiempo
El señor del tiempo es una trilogía compuesta por El Iniciado (1985), El Proscrito (1986) y El Orden y el Caos (1987) escritos por Louise Cooper y pertenecientes al género de la literatura fantástica.  El libro contiene referencias a un enfrentamiento primigenio entre las fuerzas del Orden y las fuerzas del Caos, de cuyo resultado se generó el mundo en el que viven los protagonistas.
La trilogía tiene su raíz en una novela previa de Cooper, Lord of No Time.

## Argumento
Tarod, un chiquillo con unas capacidades mágicas excepcionales, es llevado junto a los sacerdotes de Aeoris, el sumo dios del Orden, donde es instruido y aprende a dominar su poder. Pasados los años, Yandros, la personificación del Caos se le aparece, revelándole que su destino es ser el vehículo que traerá de nuevo el Caos al mundo.
Los sacerdotes de Aeoris, frente a la terrible revelación de la verdadera naturaleza de Tarod, deciden ejecutarlo. Tarod viaja en el instante en que la espada del verdugo se cierne sobre su cabeza hasta el mismo foco del Tiempo, donde consigue detener su paso. Tarod se encuentra encerrado entonces en un limbo del que no puede escapar.
Un warp, una terrible tormenta de Caos, arrastra a Cyllan, una mujer con poderes psíquicos y a Drachea, el heredero de un margraviato hasta el interior del limbo donde Tarod se encuentra prisionero.
Al regresar el tiempo, Tarod, aún no resignado con su terrible destino, decide presentarse ante el mismo Aeoris. El dios del Orden debe comprender que no es culpable de ser quien es. Tarod, en espera de la redención, se presenta ante el dios, quien le condena por ser un monstruo del Caos. Entonces, le será revelada su auténtica naturaleza, el caos,que precipitará el enfrentamiento de las fuerzas del Orden y del Caos.
- Datos: Q5826647